# Lopok Beru
Lopok Beru is een bestuurslaag in het regentschap Sumbawa van de provincie West-Nusa Tenggara, Indonesië. Lopok Beru telt 1223 inwoners (volkstelling 2010).